# Liban na Mistrzostwach Świata w Lekkoatletyce 2011
Liban na Mistrzostwach Świata w Lekkoatletyce 2011 reprezentowany był przez jednego zawodnika.

## Występy reprezentantów Libanu

### Mężczyźni

#### Konkurencje biegowe
| Konkurencja                | Zawodnik    | Runda 1  | Runda 1 | Runda 2  | Runda 2 | Półfinał | Półfinał | Finał    | Finał   |
| Konkurencja                | Zawodnik    | Rezultat | Pozycja | Rezultat | Pozycja | Rezultat | Pozycja  | Rezultat | Pozycja |
| -------------------------- | ----------- | -------- | ------- | -------- | ------- | -------- | -------- | -------- | ------- |
| Bieg na 110 m przez płotki | Ahmad Hazer |          |         | 14,42    | 31      |          |          |          |         |